# Pellworm
Pellworm (Betonung auf der zweiten Silbe; dänisch Pelvorm, friesisch Polweerm, Pälweerm) ist eine deutsche Insel im nordfriesischen Wattenmeer der Nordsee.
Zusammen mit den südlich liegenden Halligen Süderoog und Südfall bildet Pellworm die gleichnamige Gemeinde Pellworm.

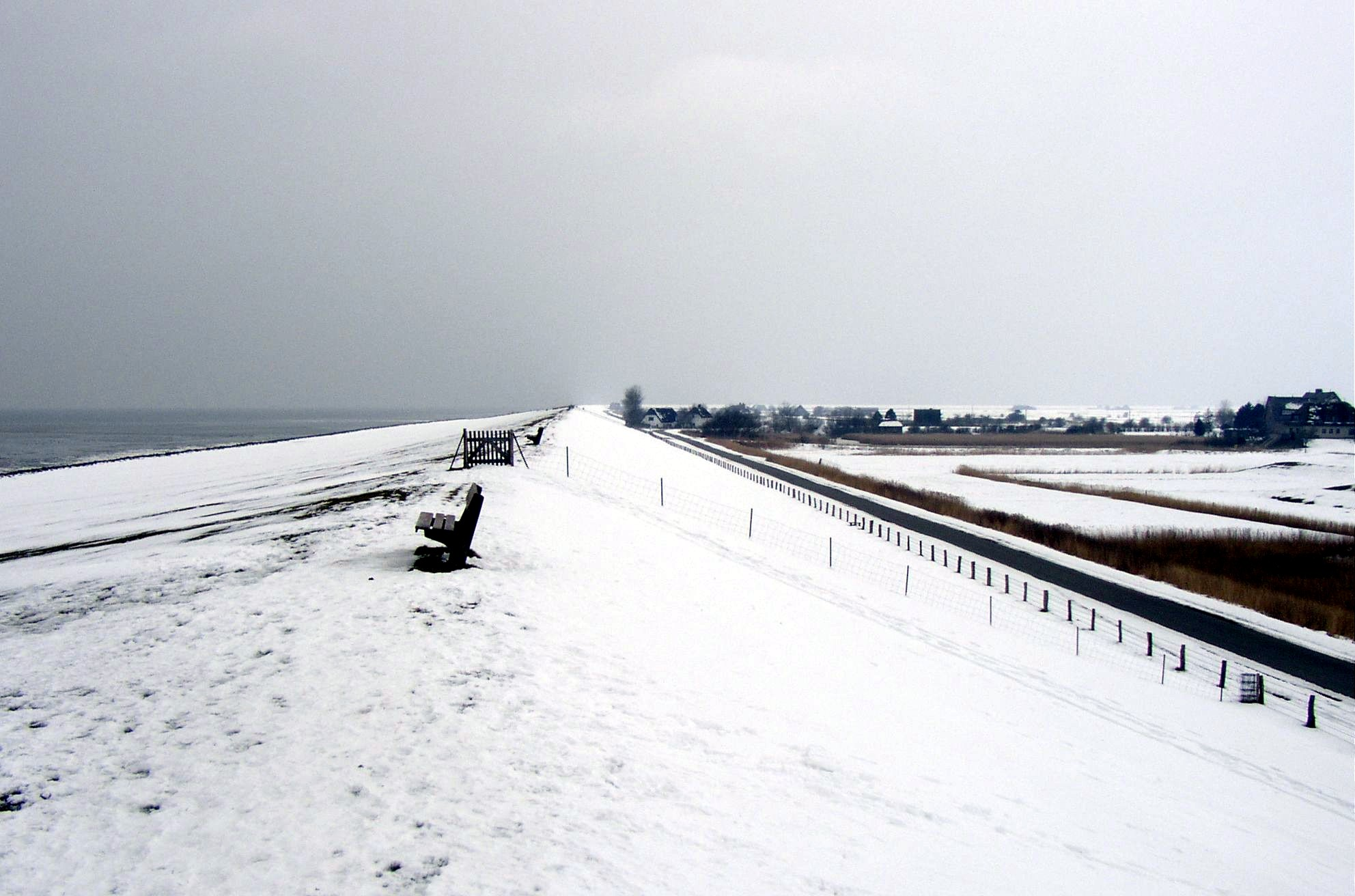
Moderner Deich auf Pellworm

## Geographie
Pellworm ist die drittgrößte nordfriesische Insel. Ihre Ausdehnung beträgt sieben Kilometer in West-Ost- und sechs Kilometer in Nord-Süd-Richtung.
Pellworm besteht überwiegend aus dem Westteil der ehemaligen Insel Strand, die 1634 in der Burchardiflut zerstört wurde. Pellworm, Nordstrand und einige der Halligen sind Bruchstücke der ehemaligen Insel. Heute liegt Pellworm im Schnitt etwa einen Meter unter Normalnull. Die Insel wird daher von einem 8 Meter hohen und 25 Kilometer langen Deich geschützt. Es gibt aus diesem Grund keinen Sandstrand, jedoch mehrere befestigte Badestellen auf der Insel.
Pellworm gliedert sich in Köge: Alter Koog, Bupheverkoog, Großer Koog, Großer Norderkoog, Hunnenkoog, Johann-Heimreich-Koog, Kleiner Koog, Kleiner Norderkoog, Mittelster Koog, Ostersielkoog, Süderkoog, Ütermarkerkoog und Westerkoog. Nicht eingedeichte Gebiete liegen im Norden (Norderhallig oder Norder-Hallig) sowie beim Ostersiel im Osten (Junkernhallig oder Junkern-Hallig).

## Geschichte

### Frühzeit
Über die Frühgeschichte der Gegend um Pellworm ist nichts Sicheres bekannt. Der Ethnologe Hans Peter Duerr vertrat 2005 die Hypothese, unmittelbar südlich von Pellworm habe sich bereits in der Antike ein wichtiger griechischer Handelsposten befunden, bei anderen Forschern stieß diese Annahme aber ganz überwiegend auf Ablehnung.

### Mittelalter
Ab der frühen Wikingerzeit siedelten sich Friesen an der südjütländischen bzw. schleswigschen Küste an. Amrum, Föhr und Sylt wurden dabei in einer ersten, die Insel Strand (mit Pellworm) und die Böking- und Wiedingharde in einer zweiten Besiedlungswelle zwischen 1000 und 1100 besiedelt. Die eingewanderten Friesen unterstanden dabei als Königsfriesen unmittelbar dem dänischen König, die friesisch besiedelten Harden bildeten zusammen die sogenannten Uthlande, die ein eigenes friesisches Recht beibehielten und nicht (wie die übrigen Harden in Schleswig) dem Jütischen Recht unterstanden. Pellworm als Südwestteil Strands bildete die Pellwormharde. Mit Etablierung des Herzogtums Schleswig als dänischem Reichslehen ab etwa 1200 wurde Strand Teil des Herzogtums. Nach den Landesteilungen 1544 kam Strand bzw. Pellworm zum gottorfschen Anteil der Herzogtümer.

### Neuzeit
Die Burchardiflut trennte Pellworm 1634 endgültig von Nordstrand ab. Nach 1713/1721 wurde die Insel wieder vom dänischen König in seiner Funktion als schleswigscher Herzog und dänischer Lehnsherr regiert. Nach dem Deutsch-Dänischen Krieg 1864 kam die Insel Pellworm dann zu Preußen, 1871 zum Deutschen Reich. Seit 1865 gab es einen regelmäßigen Fährbetrieb. Der Dichter Detlev von Liliencron war 1882/1883 Hardesvogt der Insel.

### Sturmfluten und Landgewinnung

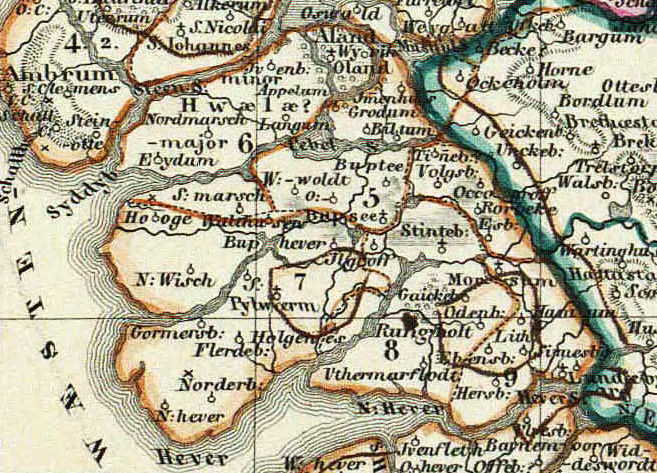
Pelvorm (Pylwærm) als Teil Strands vor der Flut 1362

Alt-Nordstrand vor der Flut 1634 von Johannes Mejer. Die roten Linien geben den heutigen Küstenverlauf an.

Die Geschichte von Pellworm wurde durch Deichbau, Landgewinnung und Sturmfluten geprägt. Die frühesten bezeugten Sturmfluten in den Jahren 1216 und 1230 kosteten im Gebiet von Nordfriesland Zehntausende das Leben. Zwischen dem 15. und 17. Januar 1362 ging die südöstlich von Pellworm gelegene und später sagenumwobene Hafenstadt Rungholt in einer katastrophalen Sturmflut (Grote Mandränke) unter, und es bildete sich die Insel Strand.
Am 1. November 1436 trennte die Allerheiligenflut Pellworm von Nordstrand ab. Eine weitere Sturmflut 1480 zerriss Pellworm in zwei Teile. Dieser Schaden konnte durch große Anstrengungen beseitigt werden und 1550 waren Pellworm und Nordstrand wieder vereinigt.
Doch durch die Burchardiflut am 11. und 12. Oktober 1634 wurde dies zunichtegemacht; es ertranken allein auf Pellworm etwa 1000 Menschen. Ursache für die Katastrophe war unter anderem der massive Torfabbau in der Region, der zu einer Absenkung des allgemeinen Landpegels führte. Zudem hatten sich die Strömungsverhältnisse im Wattenmeer verändert. Von 1635 bis 1637 wurden die wichtigsten Köge der Insel, Großer Koog, Alter Koog, Mittelster Koog, Kleiner Koog und Johann-Heimreich-Koog, unter wesentlicher Beteiligung holländischer Neusiedler wieder neu bedeicht. Das Gebiet dieser Köge wird auch als Alt-Pellworm bezeichnet. Es folgten weitere Eindeichungen 1657, 1663, 1672 und 1687. Dabei wurden Kleiner Norderkoog, Westerkoog, Ütermarkerkoog, Hunnenkoog, Süderkoog und Großer Norderkoog zurückgewonnen.
Danach wurden nur noch 1790 und 1939 zwei weitere Köge eingedeicht. Im Rahmen eines Landgewinnungsprogrammes, unterlegt durch die nationalsozialistische Blut-und-Boden-Ideologie, konnte 1939 der Bupheverkoog (Vorländer Buphever und Langeland) eingedeicht und besiedelt werden (siehe auch: Adolf-Hitler-Koog, Hermann-Göring-Koog).
Sturmfluten von 1697, 1701, 1703, 1717, 1718, 1719, 1720, 1729, 1743 und 1756 zerstörten wieder Teile der Insel. Die Schäden konnten meist rasch beseitigt werden. Das Elend auf der Insel wuchs aber wegen der hohen Belastung durch Deichbau und -sicherung. Zwei Sturmfluten von 1789 und 1794 verschlimmerten die Lage der Bevölkerung. Die letzte Sturmflut, die Pellworm fast komplett überschwemmte, war die Februarflut am 3. und 4. Februar 1825.
Im Juli 1825 besuchte König Friedrich VI. die Insel, um sich ein Bild von den Schäden zu machen.
Auch heute kann es auf Pellworm unter Zusammentreffen aller ungünstigen Voraussetzungen zu einer den Deich überspülenden Sturmflut kommen. Die Fluten von 1831, 1911, 1936, 1962, 1976 und 1981 konnten die Insel nur deshalb nicht gefährden, da der Deich immer wieder erhöht wurde. Die drei letztgenannten Sturmfluten waren höher als die Flut von 1825. Aber auch der immer tiefer und breiter werdende Heverstrom und seine Seitenarme gefährden die Insel. Man konnte noch vor einigen Jahren die Norderhever zwischen Pellworm und Nordstrand bei Niedrigwasser durchwaten. Heute ist die Norderhever dort sechs bis neun Meter tief.
Erwogen wurde, einen überflutbaren Damm von Pellworm nach Nordstrand zu errichten, der den Sandabtrag vermindern soll. Dieser Plan wird aber derzeit ebenso wenig verfolgt wie der eines befahrbaren Dammes zum Festland.

### Anstieg des Meeresspiegels
Weil die Insel unterhalb des Meeresspiegels liegt, ist sie vom weltweiten Anstieg des Meeresspiegels infolge der globalen Erwärmung langfristig bedroht. Bisher war kein signifikanter Anstieg des Wasserstands zu erkennen; erwartet wird er ab der zweiten Hälfte des 21. Jahrhunderts. Das Land Niedersachsen geht davon aus, dass der Meeresspiegel im Nordseebereich laut dem IPCC-Bericht des Weltklimarats von 2019 bis zum Jahr 2100 um 60 bis 110 cm steigen wird.

## Name
Die Bedeutung des Inselnamens ist nicht abschließend geklärt. Die erste Silbe Pell geht vermutlich auf den Eigennamen Pille oder Pilla zurück. Möglich wäre auch eine Herkunft vom friesischen pèal (≈peilen), vom anglischen und altnordischen belt (≈Gürtel, Meerenge), vom friesischen pule (≈Pfahl als Seezeichen an einem Strand) oder vom anglischen pól (≈Pfuhl, Sumpf, friesisch: peil). Die zweite Silbe worm ist eine niederdeutsche Übersetzung des friesischen werrem, welches ein Land oder eine Erhöhung am Wasser beschreibt. Die friesische Herkunft ist heute noch in der nordfriesischen Bezeichnung der Insel Polweerm erkennbar. Der Inselname könnte demnach vielleicht als Pillas Wasserland übersetzt werden. Hinsichtlich der Unsicherheit der Herkunft der ersten Silbe sind jedoch auch andere Deutungen möglich (wie Peilanhöhe, Land am Wassergürtel oder von Wasser umgebener Sumpf). In der Volksetymologie wurde der Inselname mit einer Frau Pelle und deren Tochter Worm in Verbindung gebracht.

## Bevölkerung
Wahrscheinlich seit dem achten Jahrhundert, spätestens aber um das Jahr 1000 wanderten die Friesen aus dem Raum der Rheinmündung in die nordfriesische Inselwelt ein und gelangten damit auch nach Pellworm. Im Laufe der Jahre änderte sich durch Aus- und Zuwanderung und die Regelung „Wer nicht will deichen, muss weichen“ die Zusammensetzung der Inselbevölkerung mehrfach; keine der heute auf Pellworm ansässigen Familien kam vor dem 18. Jahrhundert auf die Insel. 2005 gab es noch 650 Haushalte auf Pellworm; die Zahl ist seit langem rückläufig. Die Einwohnerzahl liegt seit Jahren recht stabil bei gut 1200 Menschen mit Erstwohnsitz auf der Insel, allerdings steigt der Altersdurchschnitt stetig und lag 2023 bei etwa 52 Jahren.
Die Bevölkerung von Pellworm ist vorwiegend evangelisch-lutherisch. Es gibt zwei Kirchen für die evangelisch-lutherische Bevölkerung: die Alte Kirche (St. Salvator) mit ihrer markanten Turmruine im Westen am Deich und die im 17. Jahrhundert erbaute Neue Kirche in der Mitte der Insel. Das Anton-Heimreich-Haus ist das Gemeindehaus der evangelisch-lutherischen Gemeinde. Das Momme-Nissen-Haus ist das Gemeindehaus der römisch-katholischen Gemeinde. Dort finden regelmäßige Messen statt.
Heute wird auf Pellworm wie in den meisten ländlichen Regionen Schleswig-Holsteins als Umgangssprache der Insulaner zumeist Niederdeutsch gesprochen; eine Verständigung auf Hochdeutsch ist aber problemlos möglich. Noch bis ins späte 18. Jahrhundert wurde auf Pellworm noch Nordfriesisch gesprochen, das wie auf Nordstrand im Dialekt des Strander Friesisch gesprochen wurde. Mit der Zuwanderung zahlreicher Neusiedler aus den Niederlanden und Süddeutschland wurde das Friesische um 1800 aufgegeben, so dass das Strander Friesisch zusammen mit dem Eiderstedter Friesisch heute als ausgestorben gilt. Nur wenige Spuren des Friesischen haben sich im Pellwormer Niederdeutsch erhalten.
In den letzten Jahren kommt es auf der Insel aufgrund von Überalterung zu einem deutlichen demographischen Wandel. Immer mehr Immobilien stehen zum Verkauf oder wurden bereits an Auswärtige veräußert. Da diese oft nicht nach Pellworm ziehen, sondern die Häuser vielfach an Feriengäste vermieten, nimmt die Zahl der Insulaner und der Bauernhöfe ab, während die Durchschnittsgröße der verbliebenen landwirtschaftlichen Betriebe wächst.

## Wirtschaft und Infrastruktur

### Wirtschaft
Neben dem besonders in den Sommermonaten dominierenden Tourismus ist die Landwirtschaft ein bedeutender Wirtschaftsfaktor für die Insel. Trotz der Bedeutung des Tourismus für die Insel ist Pellworm weitaus weniger vom Fremdenverkehr geprägt als etwa Amrum oder Sylt: Es gibt nur etwa 2000 Gästebetten (Stand 2023).
Ein wichtiger Wirtschaftszweig für die Gemeinde Pellworm ist die Nutzung erneuerbarer Energien. So gibt es in der Gemeinde zahlreiche Windkraftanlagen, das 1983 errichtete Hybridkraftwerk Pellworm und eine Biogasanlage. Von 2015 bis 2017 lief das Projekt SmartRegion Pellworm des Energieversorgers E.ON, gefördert vom Bundesministerium für Wirtschaft und Energie. Damit sollte gezeigt werden, dass ein Gebiet vollständig durch erneuerbare Energien versorgt werden kann.

### Versorgungsbetriebe
Auf Pellworm findet man eine Grundversorgung. Ein Lebensmittelgeschäft (Edeka) gibt es in Tammensiel. Kleine Bekleidungsgeschäfte gibt es daneben auch in Tammensiel. Bäckereien gab es bis Herbst 2011 in Tilli und Tammensiel, inzwischen nur noch in Tammensiel. Hinzu kommen eine Tankstelle (nur mit Kartenzahlung), eine Kfz-Werkstatt, eine Tischlerei, eine Goldschmiede, zwei Töpfereien und einige weitere kleine Handwerksbetriebe. Mehrere Fischer haben in Tammensiel ihren Heimathafen; die Kutter fangen insbesondere Nordseegarnelen, die meist als „Krabben“ bezeichnet werden.
Auf der Insel gibt es zahlreiche Gaststätten und Imbisse. In Tammensiel findet man zudem einige Andenkenläden. Der mittlerweile einzige Geldautomat der Insel befindet sich bei einer Bankfiliale (VR Bank Westküste) in Tammensiel.
Weiter gibt es einen Reiterhof, ebenfalls buchbare Kutschfahrten und das DRK-Zentrum für Gesundheit und Familie (vormals Mutter-Kind-Kurklinik).

### Verkehr

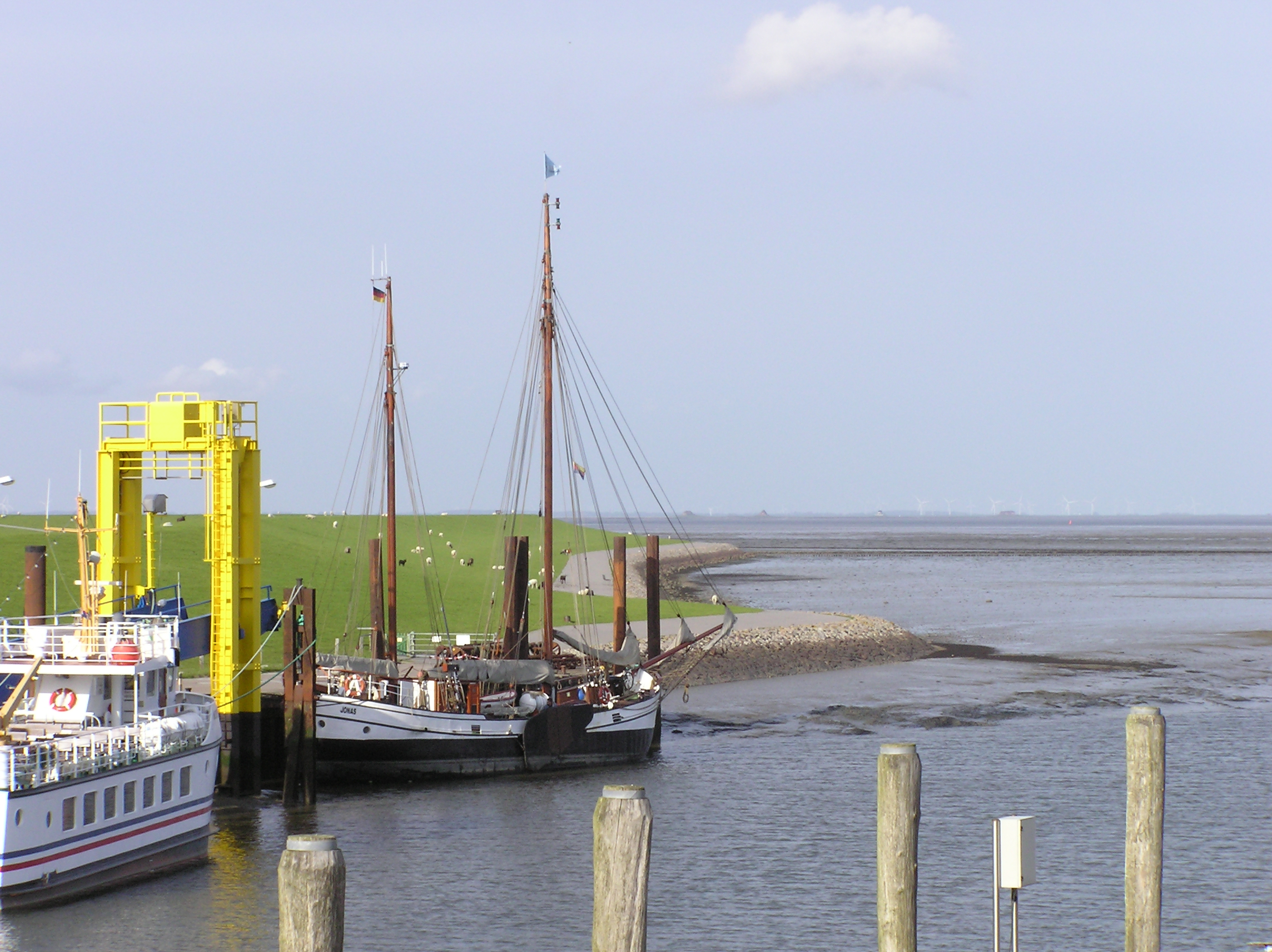
Der alte Fähranleger in Tammensiel

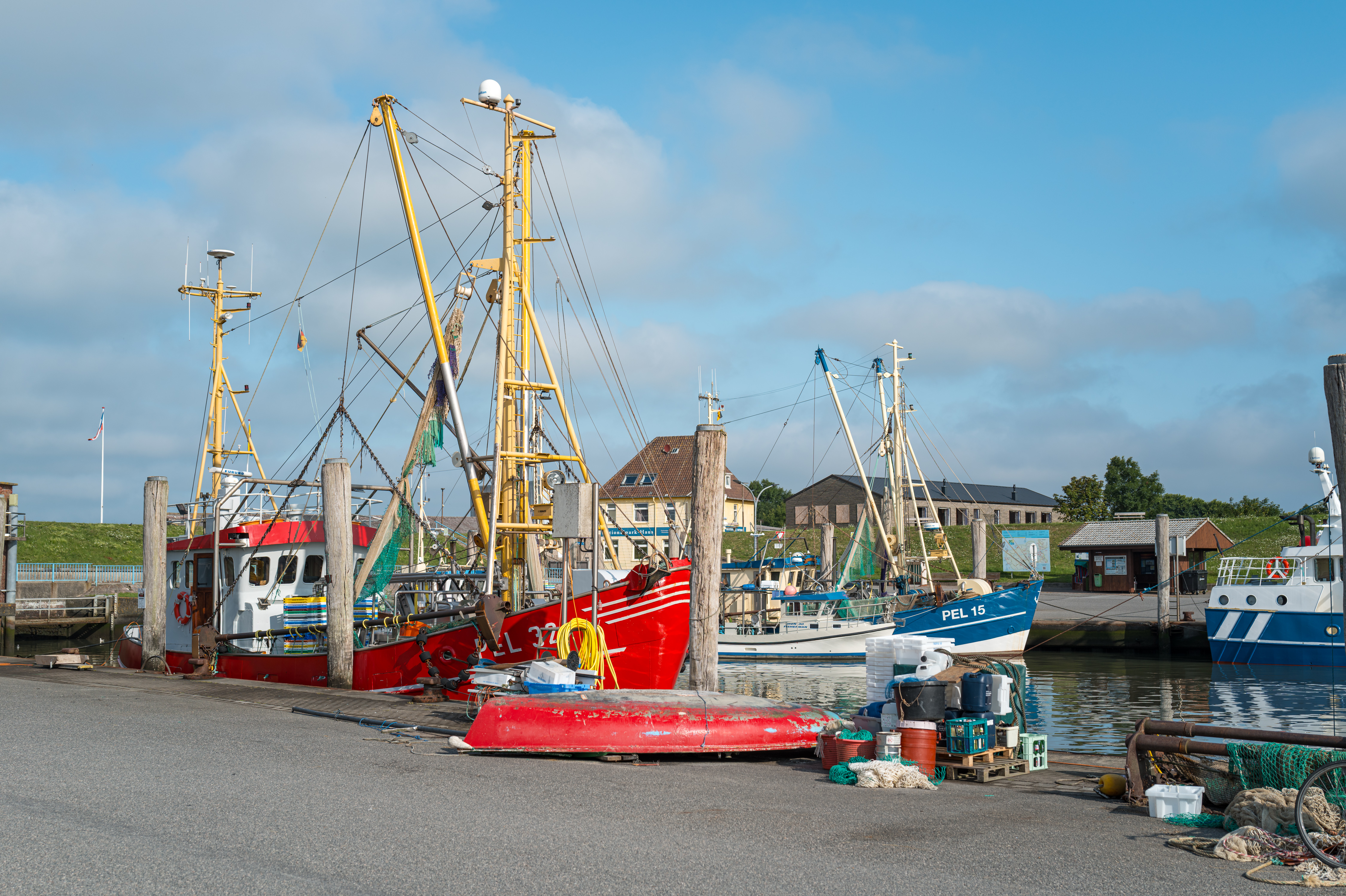
Fischkutter im Hafen Tammensiel

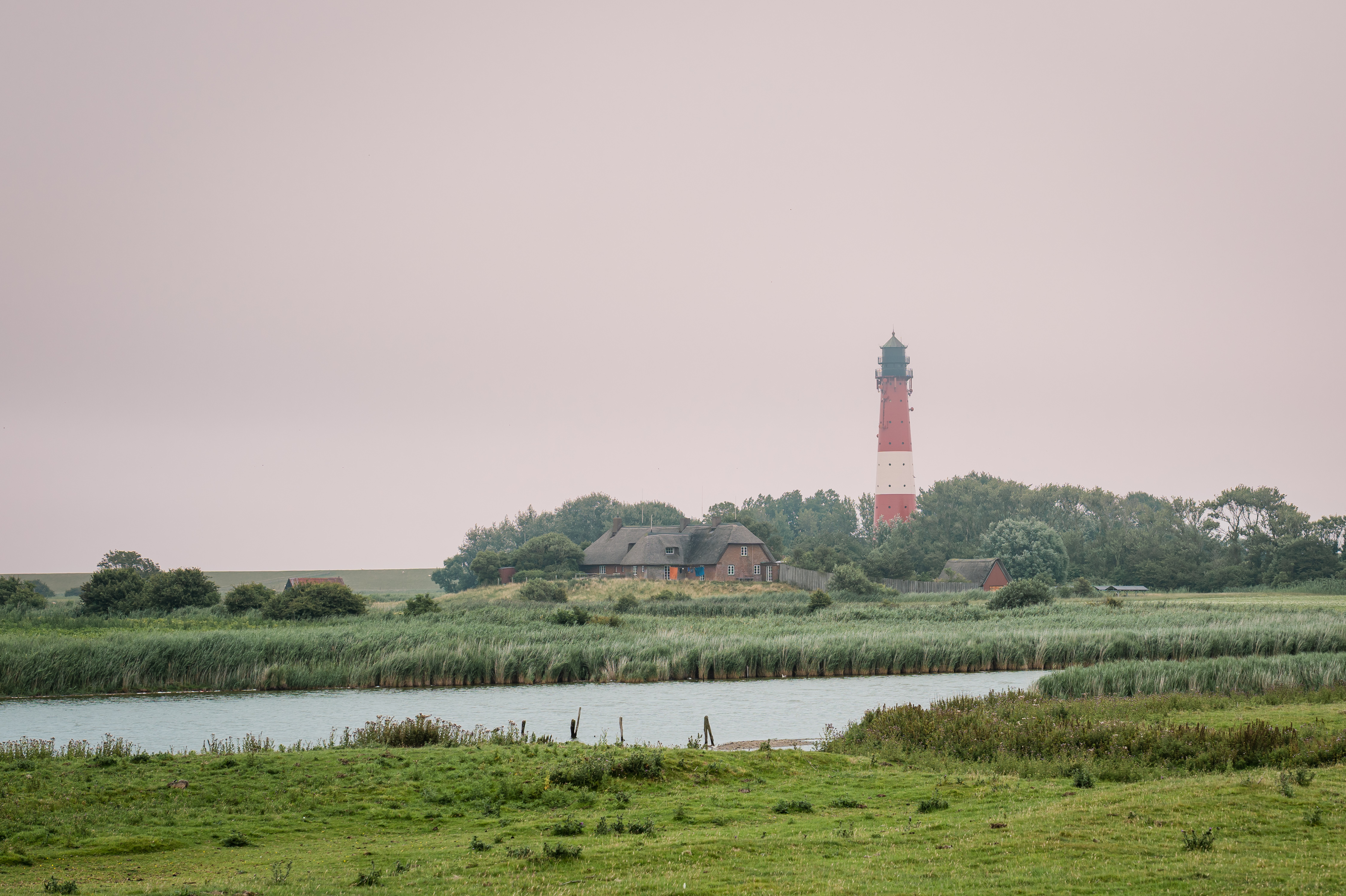
Leuchtturm von Pellworm

Pellworm ist durch eine regelmäßige Fährverbindung der Neuen Pellwormer Dampfschiffahrtsgesellschaft (NPDG) über Strucklahnungshörn auf Nordstrand mit dem Festland verbunden. Die Fähre Pellworm I transportiert auch Fahrzeuge auf die Insel. Seit dem Bau des Tiefwasseranlegers vor Tammensiel (1992) kann der Fähranleger tidenunabhängig angelaufen werden, so dass Fährverkehr nach einem regelmäßigen Fahrplan möglich ist. Eine Überfahrt dauert etwa 40 Minuten.
Zusätzlich gibt es im Südosten Pellworms den Hafen Tammensiel, der gleichzeitig bei Niedrigwasser zur Entwässerung der Marscheninsel genutzt wird. Tammensiel wird als Fischereihafen für die Pellwormer Krabbenkutter genutzt und auch von Sportbooten angelaufen. Für letztere bietet er die einzige Fäkalienentsorgung in der Umgebung. Bei hohem Wasserstand laufen die Fähren von Nordstrand gelegentlich diesen Hafen an.
Der Leuchtturm Pellworm ist in Sockel, Turmschaft und Laternenhaus dem Leuchtfeuer Hörnum sehr ähnlich, allerdings etwas höher als dieser. Auch die Anstriche sind fast gleich, einziger Unterschied sind zwei Bullaugenfensterreihen im mittleren, weiß bemalten Turmsegment, in Hörnum ist es eine Reihe. Das Leitfeuer hat eine Tragweite von 15,9 bis 22,3 Seemeilen und markiert einen Teilbereich des Fahrwassers der Norderhever. Die zwei Quermarkenfeuer zeigen Kursänderungspunkte in der Norderhever und der Süderaue.
Auf der Insel gibt es ein gut ausgebautes Straßennetz und einige wenige Fahrradwege. Das Verkehrsaufkommen auf den meisten Straßen ist so gering, dass Radwege nicht nötig sind.
Die im Rundverkehr über die Insel verkehrende Buslinie 1091 der NPDG sichert den ÖPNV, an Ferientagen verkehrt diese als Rufbus. Weitere Fahrten verkehren täglich von Tammensiel zum Fähranleger, auch an Ferientagen.
Ein kleiner Flughafen ist für Privatflugzeuge bis zwei Tonnen geeignet. Ein kleines Schiff fährt in den Sommermonaten von der Hooger Fähre im Nordwesten der Insel fast täglich zur Hallig Hooge. Von dort werden auch Ausflugsfahrten zum Norderoogsand und zu den Seehundsbänken angeboten.

### Medizinische Versorgung
Die Insel wird von einem allgemeinmedizinischen Versorgungszentrum (das MVZ in der Nähe des Kurzentrums in Tammensiel), das mehrmals wöchentlich mit Ärzten vom Festland besetzt ist, sowie einem Tierarzt (an der Schulstraße) versorgt. Zahnärztliche Versorgung ist nicht vorhanden. Direkt neben der Arztpraxis gibt es eine Apotheke. Für medizinische Notfälle auf der Insel stehen ein Rettungswagen und ein Notarzt, welcher von den ansässigen Ärzten gestellt wird, 24 Stunden am Tag zur Verfügung. Zudem steht am Klinikum Niebüll ein Helikopter bereit, der Pellworm innerhalb von Minuten erreichen kann.

### Öffentliche Einrichtungen
Es gibt in Tammensiel eine Polizeistation mit einem Polizisten. Die Insel besitzt eine Gemeinschaftsschule mit Grundschulteil (die Hermann-Neuton-Paulsen-Schule) für 98 Schüler (Stand 2022). Diese werden von zwölf Lehrern in neun teilweise jahrgangsübergreifenden Klassen unterrichtet.
Am Kaydeich gibt es eine Freizeithalle mit Kino, Minigolf, Boule und Tischtennis. In unregelmäßigen Abständen finden dort auch kulturelle Veranstaltungen für Kinder und Erwachsene statt. Pellworm verfügt außerdem über ein Freizeitbad in Hafennähe – die PelleWelle.

## Kultur und Sehenswürdigkeiten
Im Rungholt-Museum Bahnsen präsentierte von 1980 bis zu seinem Tod im Jahr 2024 der watterfahrene Heimatforscher Hellmut Bahnsen Funde aus dem Watt. Das Wattenmuseum Liermann am Schütting stellt die Funde aus 50 Jahren Postgang des Halligpostboten Heinrich Liermann aus. Im Inselmuseum im Dachgeschoss der Kurverwaltung in Tammensiel wird die Geschichte der Insel mit Schwerpunkt Deichbau präsentiert.
Der Pellwormer Leuchtturm von 1906 im Süden der Insel kann besichtigt werden. Der 38 Meter hohe Turm ruht auf 127 bis 14 Meter tiefen Eichenpfählen und wiegt 130 Tonnen. Auf dem Leuchtturm befindet sich ein Standesamt – bei seiner Eröffnung das erste deutsche Standesamt auf einem Leuchtturm.

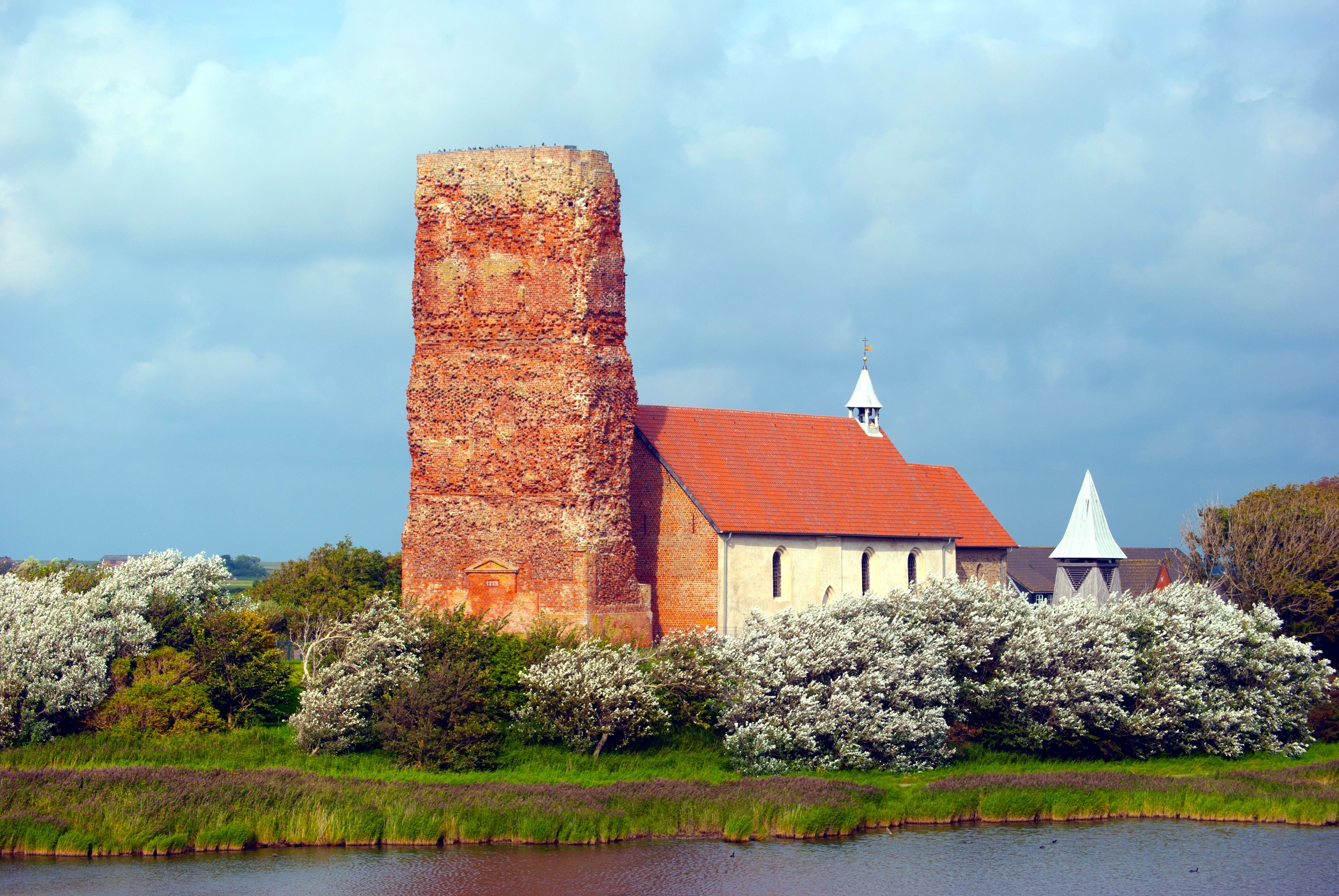
Alte Kirche

Als Wahrzeichen der Insel gilt die Turmruine der Alten Kirche. Der geziegelte Turm dieses mittelalterlichen „Friesendomes“ stürzte 1611 zu einem großen Teil in sich zusammen, da der weiche Wattboden seinem Gewicht nicht mehr gewachsen war. Der erhaltene Rumpf ragt 26 Meter empor, der ursprüngliche Bau war mindestens doppelt so hoch. In der Turmruine nisten regelmäßig Turmfalken. Der lokalen Überlieferung nach soll der Turm um 1400 dem Seeräuber Cord Widderich als Versteck gedient haben, von dem aus er mit seinen Männern auf Raubzug ging. Als dieser seinen Stützpunkt schließlich aufgab, soll er unter anderem das Taufbecken der Pellwormer Kirche mitgenommen haben, das sich heute in St. Clemens in Büsum befindet. Bei der Turmruine befindet sich auch der Gedenkstein für die Besatzung der Ormen Friske. In der Alten Kirche, die in den 2000er Jahren renoviert wurde, befindet sich die einzige in Schleswig-Holstein erhaltene Schnitger-Orgel des Orgelbauers Arp Schnitger. Sie stammt aus dem Jahr 1711 und ist für ihren Klang so berühmt, dass Organisten aus zahlreichen Ländern seit Jahren nach Pellworm reisen, um dort Schallplatten und CDs aufzunehmen. Über den ganzen Sommer finden mittwochs Konzerte statt.
Die sogenannte Neue Kirche wurde 1622 anstelle einer älteren Kapelle errichtet und um 1870 mit einer neogotischen Westfassade versehen. Sie beherbergt einen stattlichen spätgotischen Flügelaltar.
Die Nordermühle ist ein 1777 errichteter einstöckiger Galerieholländer mit durchlaufendem Achtkantständer, Segelflügeln und Steert im Norderkoog. Die Kappe ist festgesetzt, die Flügel sind windgängig, die Einrichtung ist jedoch nicht mehr vorhanden. Die Mühle wurde nach der Restaurierung 1995 bis 2008 als Restaurant genutzt, nach dem Umbau 2009 ist sie in drei Ferienwohnungen aufgeteilt.
Das Hybridkraftwerk Pellworm wurde nach und nach ausgebaut und dient heute als Ausflugsziel und Demonstrationskraftwerk mit Besucherzentrum.
Im Nordosten der Insel befindet sich eine Vogelkoje. Sie weist das einzige Gehölz der Insel auf und wird nicht mehr zur Jagd genutzt.
Durch die Abgeschiedenheit und die mangelnde Arbeit im Winter hat sich eine spezielle Skat-Kultur auf der Insel gebildet: Viele Einwohner spielen während der Wintermonate Skat. Häufig kommt es zu mehrtägigen Turnieren. Die im Sommer häufig veranstalteten Preisskat-Spiele werden dagegen ausgesetzt.
Eine weitere Sehenswürdigkeit ist das Hafen Pub in Pellworm, das 2014 bundesweit durch eine Erwähnung in Stefan Raabs TV-Sendung TV total bekannt wurde. Raab, der eigentlich bei Bürgermeister Jürgen Feddersen anrufen wollte, und sich nach dem ein paar Tage zuvor ausgefallenen Telefonnetz auf der Insel erkundigen wollte, erreichte diesen nicht und rief so im Hafen Pub an, wo er dessen Besitzer Arno Thomsen erreichte. Nach dem Gespräch rief Raab seine Zuschauer dazu auf, die Facebook-Seite des Pubs zu liken. Von 74 Likes steigerte sich die Anzahl zwischenzeitlich auf über 200 000 Likes. Das Hafen Pub war danach weltweit das Restaurant mit den meisten Likes auf Facebook, vor dem Hofbräuhaus in München und dem Hard Rock Café in New York. Das Pub wurde in TV total später durch einen Besuch von Raabs damaligem Sidekick Elton auf Pellworm vorgestellt.

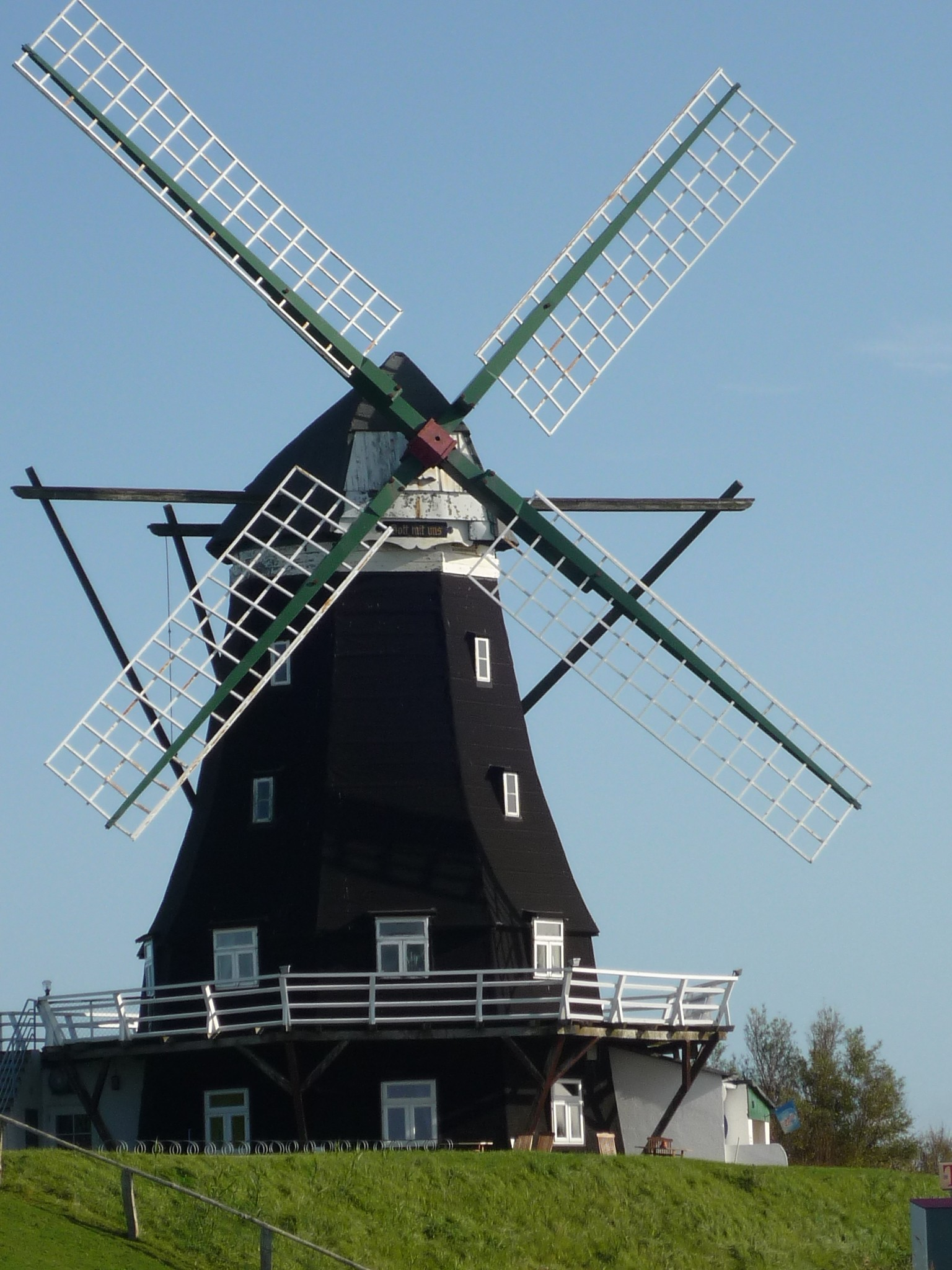
Restaurierte Nordermühle
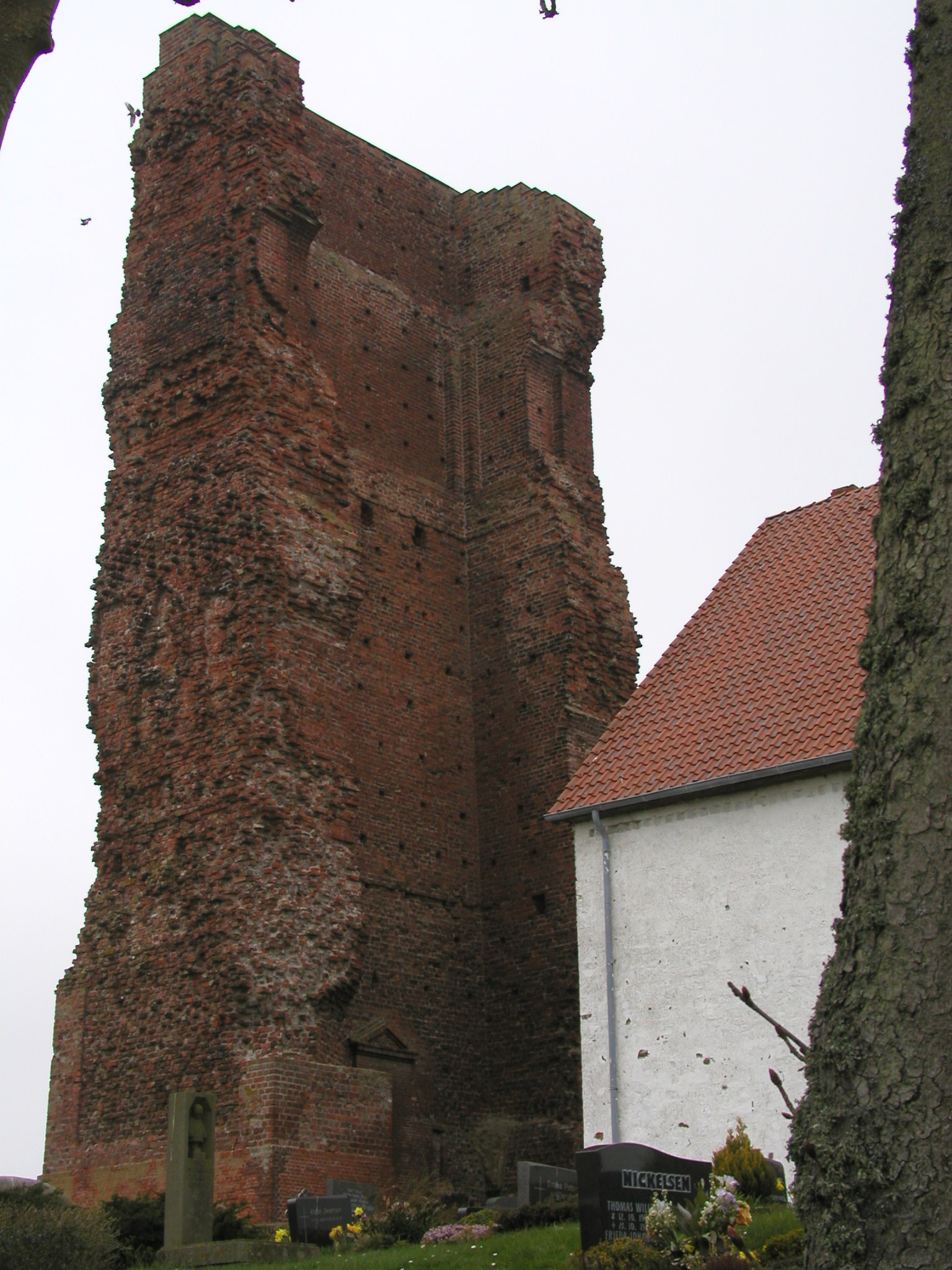
Turm der Alten Kirche
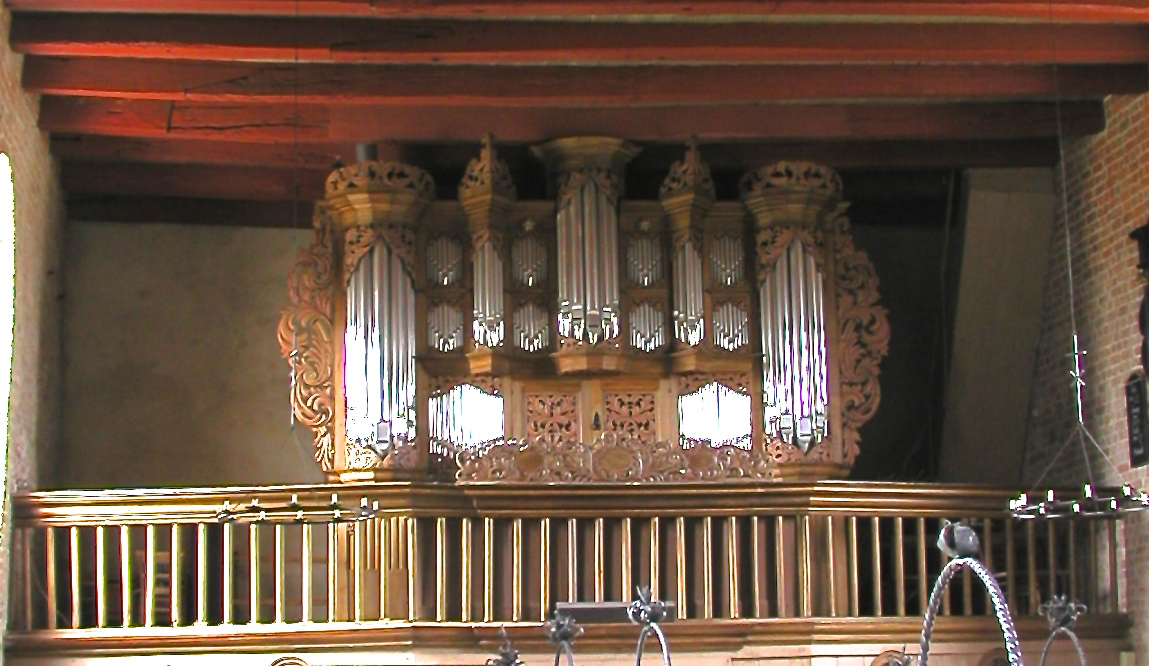
Arp-Schnitger-Orgel in der Alten Kirche
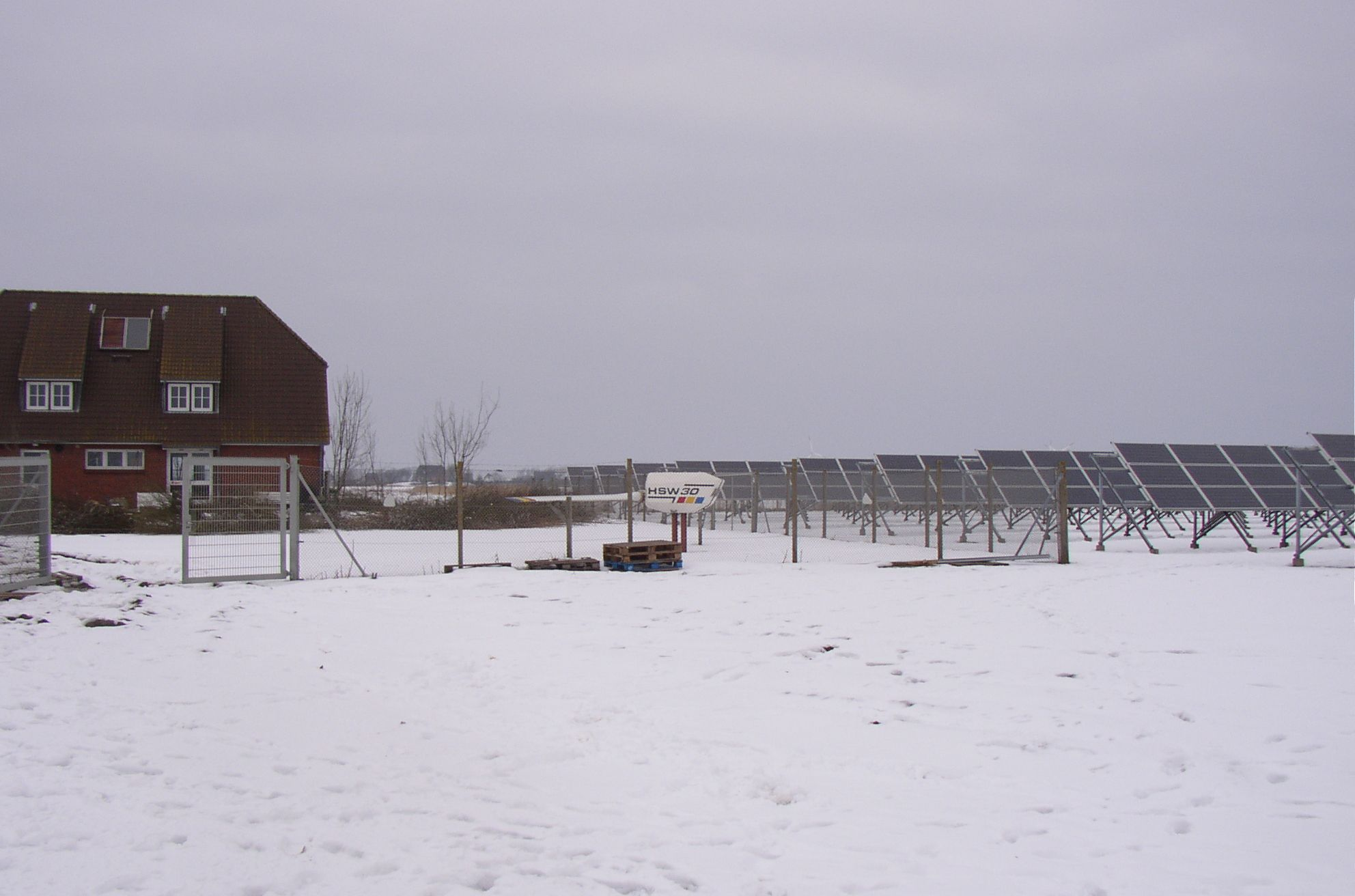
Hybridkraftwerk mit Besucherzentrum
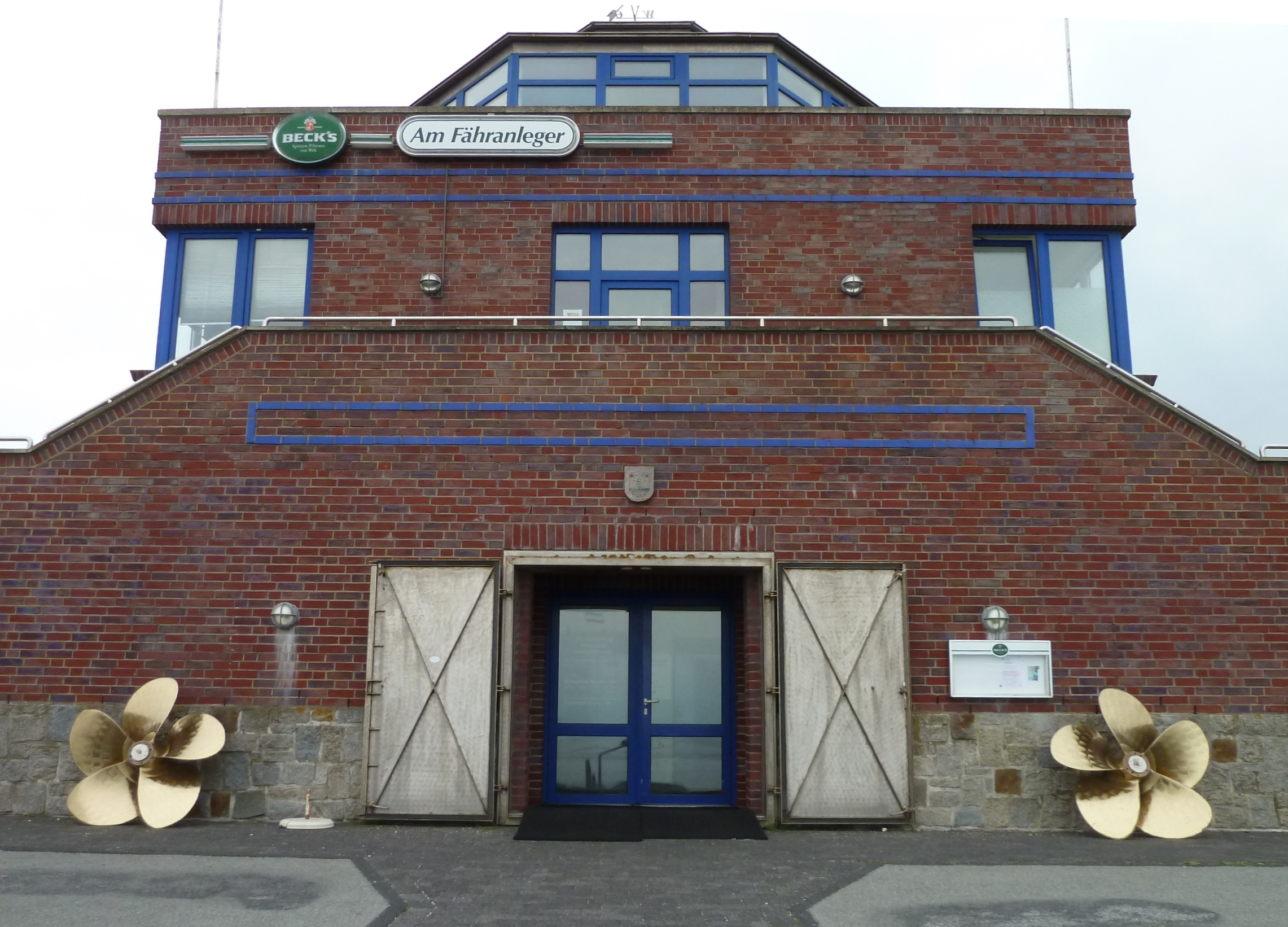
Geschäftshaus und Restaurant „Am Fähranleger“, Ostersiel

## Persönlichkeiten
- Albert Meyer (1528–1603), Theologe, Pastor
- Hermann Levsen (1945–2016), Bauingenieur und niederdeutscher Autor
- Detlef Petersen (* 1950), Musiker und Komponist
- Detlev von Liliencron (1844–1909), 1882–1893 Hardesvogt auf Pellworm